# SRAM (entreprise)
Pour les articles homonymes, voir SRAM.
SRAM (Scott, Ray and Sam) est une entreprise qui fabrique des pièces détachées pour vélo.

## Historique
Les premières pièces de vélo tout terrain fabriquées par SRAM sont les commandes de vitesse « Grip Shift », créées en 1988. En 1997, SRAM rachète au groupe Mannesmann la branche cycle du grand équipementier allemand Sachs (anciennement Fichtel & Sachs), qui avait lui-même absorbé au cours de la décennie précédente les français Huret (dérailleurs, compteurs de vitesse), Sedis (chaînes),  Maillard (moyeux, pignons, roues libres, jeux de pédaliers, jeux de direction) et CLB Angénieux (freins). Cette opération lui ouvre le marché européen et lui donne accès à des technologies qui lui faisaient défaut. La plupart des usines européennes du groupe ont fermé depuis. Suivront, toujours par croissance externe, les marques RockShox (suspensions) en 2002, Avid (freins) en 2004, Truvativ (divers composants, dont des cintres) en 2005, Zipp (divers composants, dont des jantes en matériau composite principalement pour les vélos de route) en 2007, Quarq (capteurs de puissance) en 2011 et Time pedals (marque française de pédales route et VTT) en 2021.

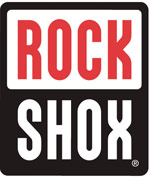
Logo de la gamme de fourches RockShox